# Îles de la Madeleine (Senegal)

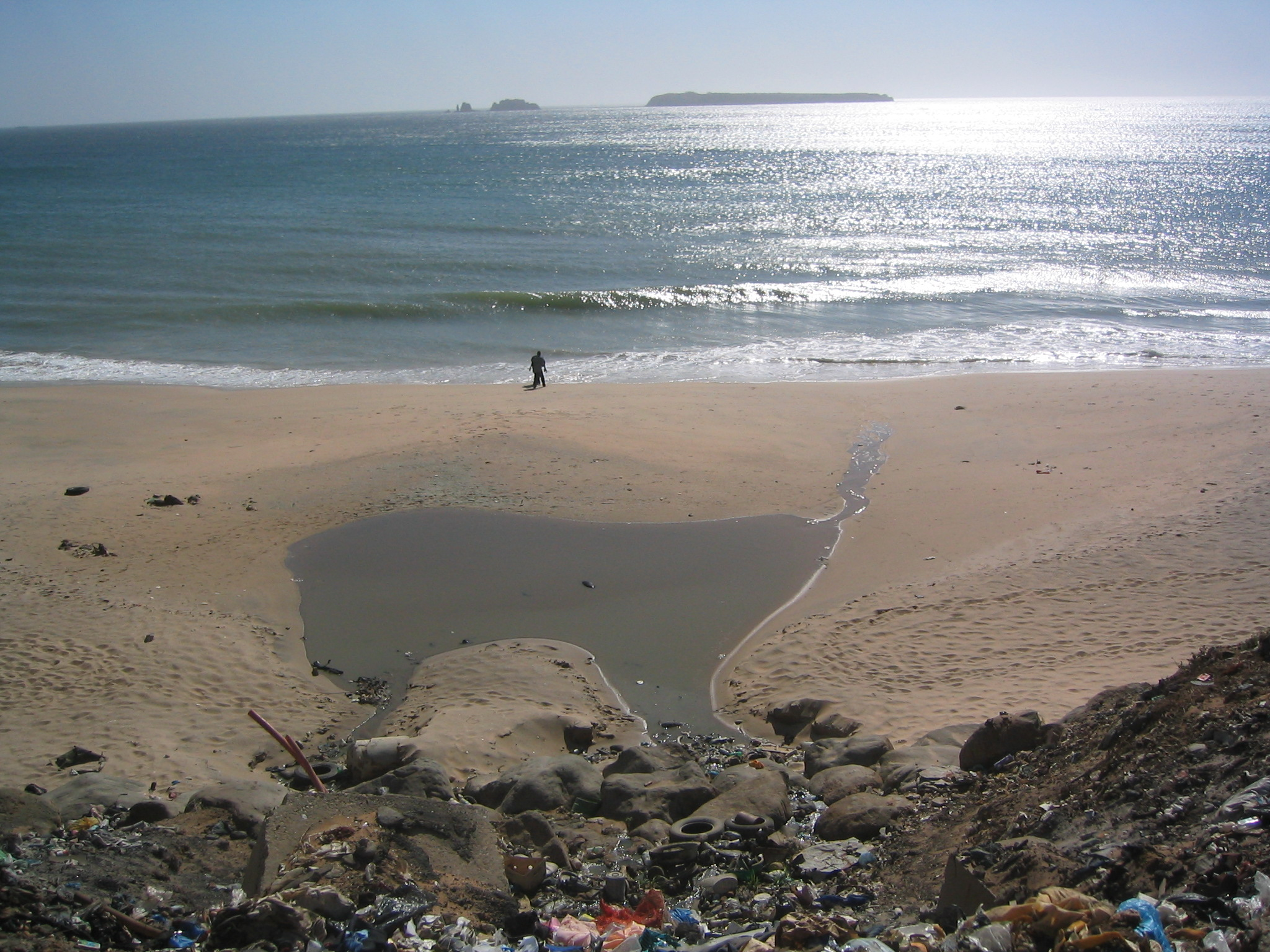
Îles de la Madeleine widziana z wybrzeża Senegalu

Îles de la Madeleine − niewielki archipelag niezamieszkanych wysp wulkanicznych w Senegalu, na Oceanie Atlantyckim około 4 km od stałego lądu na wysokości Dakaru. Łączna powierzchnia wysp wynosi 4,5 km². Archipelag składa się z głównej wyspy o nazwie Sarpan, dwóch mniejszych wysepek i kilku niewielkich skał wystających ponad powierzchnię wody podczas odpływu. Od 1985 roku wyspy objęte są ochroną w ramach Parku Narodowego Îles de la Madeleine. Żyje tu wiele gatunków ptaków – m.in. kormorany, głuptaki i rybitwy brunatnogrzbiete.